# 俄罗斯志愿军团
俄罗斯志愿军团（俄语：Русский добровольческий корпус），簡稱RDK（РДК），又譯俄羅斯志願軍、俄羅斯義勇軍，是一支總部設在烏克蘭的俄羅斯反政府武裝，在俄羅斯入侵烏克蘭期間協助烏克蘭政府抵禦侵略。

## 起源
軍團成立於2022年8月。创始人为極右翼主義者傑尼斯·尼基廷。2024年4月15日，俄罗斯志愿军团被俄當局列入恐怖分子和极端分子名单。

## 人员构成
与自由俄罗斯军团不同，该军团的领导层不依赖于被俘或投誠後加入军团的前俄罗斯军人，而是主要来自于移居乌克兰的俄罗斯人士。